# Saint-Sauveur-de-Carrouges
Saint-Sauveur-de-Carrouges is een gemeente in het Franse departement Orne (regio Normandië) en telt 236 inwoners (1999). De plaats maakt deel uit van het arrondissement Alençon.

## Geografie
De oppervlakte van Saint-Sauveur-de-Carrouges bedraagt 11,7 km², de bevolkingsdichtheid is 20,2 inwoners per km².
De onderstaande kaart toont de ligging van Saint-Sauveur-de-Carrouges met de belangrijkste infrastructuur en aangrenzende gemeenten.

## Demografie
Onderstaande figuur toont het verloop van het inwonertal (bron: INSEE-tellingen).